# Voda (utwór muzyczny Any Soklič)
Voda – singel słoweńskiej piosenkarki Any Soklič promujący minialbum Voda, wydany 20 marca 2020 nakładem ZKP RTVS. Utwór napisali i skomponowali Bojan Simončič oraz sama wokalistka, zaś produkcją zajął się Žiga Pirnat. Za projekt okładki singla odpowiadał Žiga Culiberg wraz z samą wokalistką.
Kompozycja wygrała słoweńskie preselekcje eurowizyjne EMA 2020 i została wybrana na reprezentanta Słowenii w 65. Konkursie Piosenki Eurowizji w Rotterdamie. 18 marca 2020 poinformowano jednak o odwołaniu konkursu z powodu pandemii COVID-19.
24 kwietnia 2020 utwór został zaprezentowany przez wokalistkę w czwartym odcinku projektu Eurovision Home Concerts.

## Lista utworów
- Digital download[1]

1. „Voda” – 3:01